# Mancomunidad Bierzo Alto
La Mancomunidad Bierzo Alto es una agrupación voluntaria de municipios para la gestión en común de determinados servicios de competencia municipal, creada por varios municipios en la provincia de León, de la comunidad autónoma de Castilla y León, España.

## Municipios integrados
La Mancomunidad Bierzo Alto está formada por los siguientes municipios:
- Folgoso de la Ribera
- Igüeña
- Noceda del Bierzo
- Torre del Bierzo[2]

## Sede
Sus órganos de gobierno y administración tendrán su sede en el edificio de la Casa Consistorial de Folgoso de la Ribera, no obstante lo anterior, las sesiones a celebrar por sus órganos colegiados podrán celebrarse, de forma rotativa, en las Casas Consistoriales de los Ayuntamientos integrados, con el fin de dar a conocer a la Mancomunidad a todos los vecinos de los municipios que la forman.

## Fines
- Recogida de residuos sólidos urbanos y recogida de muebles, electrodomésticos y enseres y su traslado a Centro de tratamiento para su destrucción y/o reciclado.
- Conservación y mantenimiento de alumbrados públicos.
- Conservación y mantenimiento de las redes de abastecimiento y de las redes de alcantarillado, mediante sistemas de detectar fugar y atascos.
- Servicios de asistencia técnico urbanística para emisión de informes técnicos de licencias urbanísticas y otros.
- Apoyo a la limpieza de caminos rurales y viaria y de parques y jardines, mediante desbroces.[4]

## Estructura orgánica
El gobierno, administración y representación de la Mancomunidad corresponden a los siguientes órganos:
- Asamblea de Concejales.
- Consejo Directivo.
- Presidente.
- Vicepresidentes 1.º y 2.º